# David Parfitt
David Parfitt (Sunderland, 8 de julho de 1958) é um produtor de cinema britânico. Co-fundador da Trademark Films, venceu o Oscar de melhor filme na edição de 1999 pela realização da obra Shakespeare in Love. Além deste, já produziu Gangs of New York, I Capture the Castle, Chasing Liberty, A Bunch of Amateurs e My Week with Marilyn.